# Статистика и рекорды футбольного клуба «Ювентус»
Это статья о достижениях, статистике и рекордов футбольного клуба «Ювентус».

## Титулы

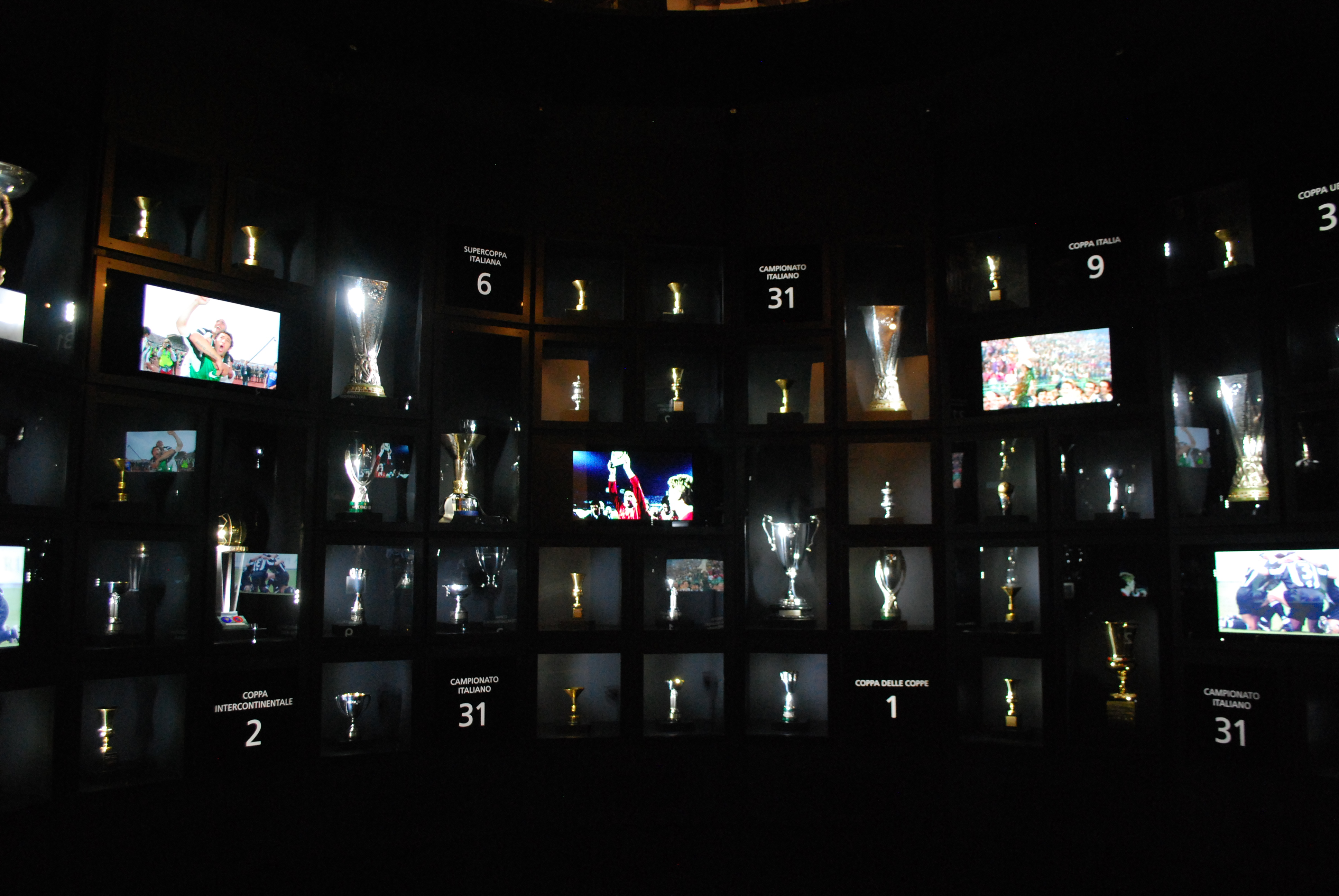
Трофеи «Юве» в музее

«Ювентус» является самым титулованным клубом Италии и одним из самых титулованных в мире. Первый раз в чемпионате клуб победил в 1905 году и после этого выиграл ещё более 30 таких трофеев, в том числе девять титулов подряд, с 2012 по 2020 год. Кубок Италии «Ювентус» выиграл 13 раз и лидирует по этому показателю. Кроме того, клуб 8 раз побеждал в Суперкубке Италии. В общей сложности у команды 59 побед в итальянских чемпионатах и кубках (рекорд). Только в 1910-е годы «Юве» не выигрывал трофеи.
Шесть раз «Ювентус» делал «Золотой дубль». Это произошло в сезонах 1959/1960, 1994/1995, 2014/2015, 2015/2016, 2016/2017 и 2017/2018. Причем впервые в истории среди всех итальянских команд (и даже среди топ-лиг) «Ювентус» смог сделать «Золотой дубль» четыре года подряд.
Свой первый международный трофей клуб завоевал в 1977 году (Кубок УЕФА). Клуб выиграл два титула Лиги чемпионов (1985 и 1996) и два Межконтинентальных кубка в эти же годы. «Ювентус» — одна из трёх команд в Италии, которой удалось выиграть международный турнир и чемпионат.

### Национальные титулы
- Чемпионат Италии (Серия A): (38[1], рекорд)
  -  Чемпион: 1905, 1925/26, 1930/31, 1931/32, 1932/33, 1933/34, 1934/35, 1949/50, 1951/52, 1957/58, 
  - 1959/60, 1960/61, 1966/67, 1971/72, 1972/73, 1974/75, 1976/77, 1977/78, 1980/81, 1981/82,  
  - 1983/84, 1985/86, 1994/95, 1996/97, 1997/98, 2001/02, 2002/03, (2004/05, 2005/06[1]), 2011/12, 2012/13, 2013/14    
  - 2014/15, 2015/16, 2016/17, 2017/18, 2018/19, 2019/20
  -  Серебряный призёр (20): 1903, 1904, 1906, 1937/38, 1945/46, 1946/47, 1952/53, 1953/54, 1962/63, 1973/74, 1975/76, 1979/80, 1982/83, 1986/87, 1991/92, 1993/94, 1995/96, 1999/00, 2000/01, 2008/09
  -  Бронзовый призёр (11): 1909/10, 1929/30, 1939/40, 1942/43, 1947/48, 1950/51, 1967/68, 1969/70, 1978/79, 2003/04, 2007/08
- Кубок Италии по футболу: (13, рекорд)
  -  Победитель: 1937/38, 1941/42, 1958/59, 1959/60, 1964/65, 1978/79, 1982/83, 1989/90, 1994/95, 2014/15, 2015/16, 2016/17, 2017/18
  -  Финалист (5): 1972/73, 1991/92, 2001/02, 2003/04, 2011/12
- Суперкубок Италии по футболу: (8, рекорд)
  -  Победитель: 1995, 1997, 2002, 2003, 2012, 2013, 2015, 2018
  -  Финалист (5): 1990, 1998, 2005, 2014, 2016
- Серия Б: 1
  -  Чемпион: 2006/07

### Международные титулы
- Лига чемпионов УЕФА / Кубок европейских чемпионов: 2
  -  Победитель: 1985, 1996
  -  Финалист (7): 1973, 1983, 1997, 1998, 2003, 2015, 2017
- Кубок обладателей кубков УЕФА: 1
  -  Победитель: 1984
- Лига Европы УЕФА / Кубок УЕФА: (3)
  -  Победитель: 1977, 1990, 1993
  -  Финалист (1): 1995
- Суперкубок УЕФА: 2
  -  Победитель: 1984, 1996
- Кубок ярмарок
  -  Финалист (2): 1964/65, 1970/71
- Кубок Интертото: 1
  -  Победитель: 1999
- Кубок Жоана Гампера: 1
  -  Победитель: 2005
- Кубок Альп: 1
  -  Победитель: 1963
  -  Финалист (1): 1966
- Кубок Турина: (2, рекорд)
  -  Победитель: 1902, 1903

### Межконтинентальные титулы
- Межконтинентальный кубок: 2
  -  Победитель: 1985, 1996
  -  Финалист (1): 1973

## Статистика команды
«Ювентус» начал играть в чемпионате Италии 11 марта 1900 года. Сезон 2014/15 был 110-м сезоном в истории. В ходе 115 сезонов в высшем дивизионе «Ювентус» выиграл чемпионат 36 раза (итальянский рекорд), заняв второе и третье место в 20 и 11 турнирах соответственно.
Самую крупную победу «Ювентус» одержал во втором раунде кубка Италии над «Ченто» — 15:0. В чемпионате рекордом был счёт 11:0. такое поражение туринцы нанесли «Фиорентине» в сезоне 1928/29.
Самое крупное поражение в истории клуба — 0:8 от «Торино» в сезоне 1912/13.
«Юве» одержал 13 побед в кубке Италии, а также 5 раза проиграл в финале этого турнира. Причём самые титулованные клубы кубка Италии «Рома» и «Ювентус» никогда не встречались в финалах этого турнира.
По количеству набранных очков «Ювентус» первый в Италии и четвёртый в Европе. Кроме того, итальянский клуб лидирует в Италии по матчам (352), выигранным играм (193), голам (623), разнице забитых и пропущенных мячей (+295) и проценту побед (54,83 %) в соревнованиях УЕФА .
«Ювентус» является единственным итальянским клубом, который выиграл международный турнир с составом исключительно из местных футболистов (Кубок УЕФА 1976/77).
Клуб выходил в финал в 19 официальных соревнованиях международного уровня. По этому показателю команда находится на шестом месте в мире, четвёртом в Европе и втором в Италии. Восемь из них были сыграны в Кубке европейских чемпионов/Лиге Чемпионов УЕФА, 4 - в Кубке УЕФА, 2 - в Суперкубке УЕФА, 1 - в Кубке Кубков, 1 - в Кубке Интертото  и ещё 3 - в Межконтинентальном кубке.
«Ювентус» — единственный клуб в мире, который выиграл все возможные международные турниры и один из пяти клубов, выигравших все три крупных турнира УЕФА. «Ювентус» был первым клубом, достигшим этой цели — в 1985 году. За это в 1988 году клуб был награждён премией УЕФА.

## Игроки-рекордсмены
Рекордсменом по количеству матчей, проведённых в Серии А, являлся Алессандро Дель Пьеро (478 игр) до Буффона, в сумме с ещё 35 матчами в Серии B Алессандро держит рекорд клуба по числу сыгранных матчей в чемпионатах Италии — 513. Предыдущий рекорд принадлежал Джампьеро Бониперти, который сыграл 443 матча в период с 1946 по 1961 год.
В настоящее время Дель Пьеро принадлежит абсолютный рекорд по матчам за клуб — 705. В них он забил 290 голов (также рекорд). Алессандро забил 188 мячей в Серии А, 20 в Серии B, 28 в национальном кубке, 53 в европейских соревнованиях и 1 в матче за Межконтинентальный кубок. Предыдущий рекорд также принадлежал Бониперти и был побит в 2006 году.
Рекордсменом клуба по количеству голов за сезон в Серии А является Феличе Борель. Он огорчил соперников 32 раза в 34-х играх в сезоне 1933/34.
Венгру Френцу Хирзеру принадлежит рекорд по мячам, забитым в чемпионате за один сезон. Он забил 35 голов за 26 матчей в чемпионате Италии 1925/26 (тогда Серии А ещё не существовало). Такое же количество мячей забил только швед Гуннар Нордаль, выступая за «Милан» в сезоне 1949/50.
Игрок «Ювентуса» Омар Сивори вместе с Сильвио Пиолой держит рекорд по количеству голов, забитых в одном матче — 6.
| Лучшие бомбардиры клуба  |      |
| Игрок                    | Голы |
| 1. Алессандро Дель Пьеро | 289  |
| 2. Джампьеро Бониперти   | 179  |
| 3. Роберто Беттега       | 177  |
| 4. Давид Трезеге         | 171  |
| 5. Омар Сивори           | 167  |
| 6. Борель Феличе         | 157  |
| 7. Пьетро Анастази       | 130  |
| 8. Йон Хансен            | 124  |
| 9. Роберто Баджо         | 115  |
| 10. Федерико Мунерати    | 112  |

| Рекордсмены клуба по матчам |       |
| Игрок                       | Матчи |
| 1. Алессандро Дель Пьеро    | 705   |
| 2. Джанлуиджи Буффон        | 655   |
| 3. Джорджо Кьеллини         | 561   |
| 4. Гаэтано Ширеа            | 552   |
| 5. Джузеппе Фурино          | 528   |
| 6. Роберто Беттега          | 482   |
| 7-8. Дино Дзофф             | 476   |
| 7-8. Леонардо Бонуччи       | 476   |
| 9. Джампьеро Бониперти      | 459   |
| 10. Сандро Сальвадоре       | 450   |

## Известные игроки
За более чем 110-летнюю историю «Ювентуса» более 700 футболистов, в основном, итальянцы, играли в сборных.
Среди итальянских футболистов, первым «символом» клуба стал Карло Бигатто. После Карло в клубе заявили о себе Джампьеро Бониперти и Карло Парола. В 70-х и 80-х годах главными звёздами были Дино Дзофф и Паоло Росси, лучший бомбардир 1982 года, а также Гаэтано Ширеа, Серхио Мартинес, Антонио Кабрини и Стефано Таккони, они выиграли все официальные соревнования под эгидой УЕФА. В последнем десятилетии XX века в клубе выделились Роберто Баджо, обладатель Золотого мяча 1993, и Алессандро Дель Пьеро, игрок-символ команды, который шесть раз был чемпионом Италии, стал победителем Лиги чемпионов и Межконтинентального кубка в 1996 году, а также был чемпионом мира 2006 года, равно, как и Джанлуиджи Буффон.
Среди легионеров в 50-х и 60-х годах XX века в «Ювентусе» хорошо играл Омар Сивори (в 1961 году он получил Золотой мяч) и валлиец Джон Чарльз, прозванный за его рост добрым великаном. Вместе с Бониперти они образовали «магическое трио» и помогли «Ювентусу» завоевать 3 скудетто; в семидесятые годы из иностранцев выделялся немец Хельмут Халлер. В 1982 году в «Ювентус» пришёл Мишель Платини, чемпион Европы 1984 года со сборной Франции и победитель Лиги Чемпионов в 1985 году. В 1996 году клуб купил Зинедина Зидана. В 2001 году он ушёл в «Реал Мадрид», и его заменил чех Павел Недвед, который в 2003 году получил «Золотой мяч». В то, же время был куплен Давид Трезеге, который является лучшим иностранным бомбардиром в истории команды. В 2018 году «Ювентус» купил одного из лучших футболистов современности Криштиану Роналду.

### Игроки, выигравшие больше всего чемпионатов Италии

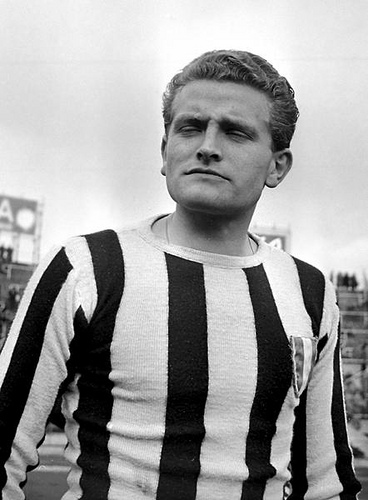
Джампьеро Бониперти

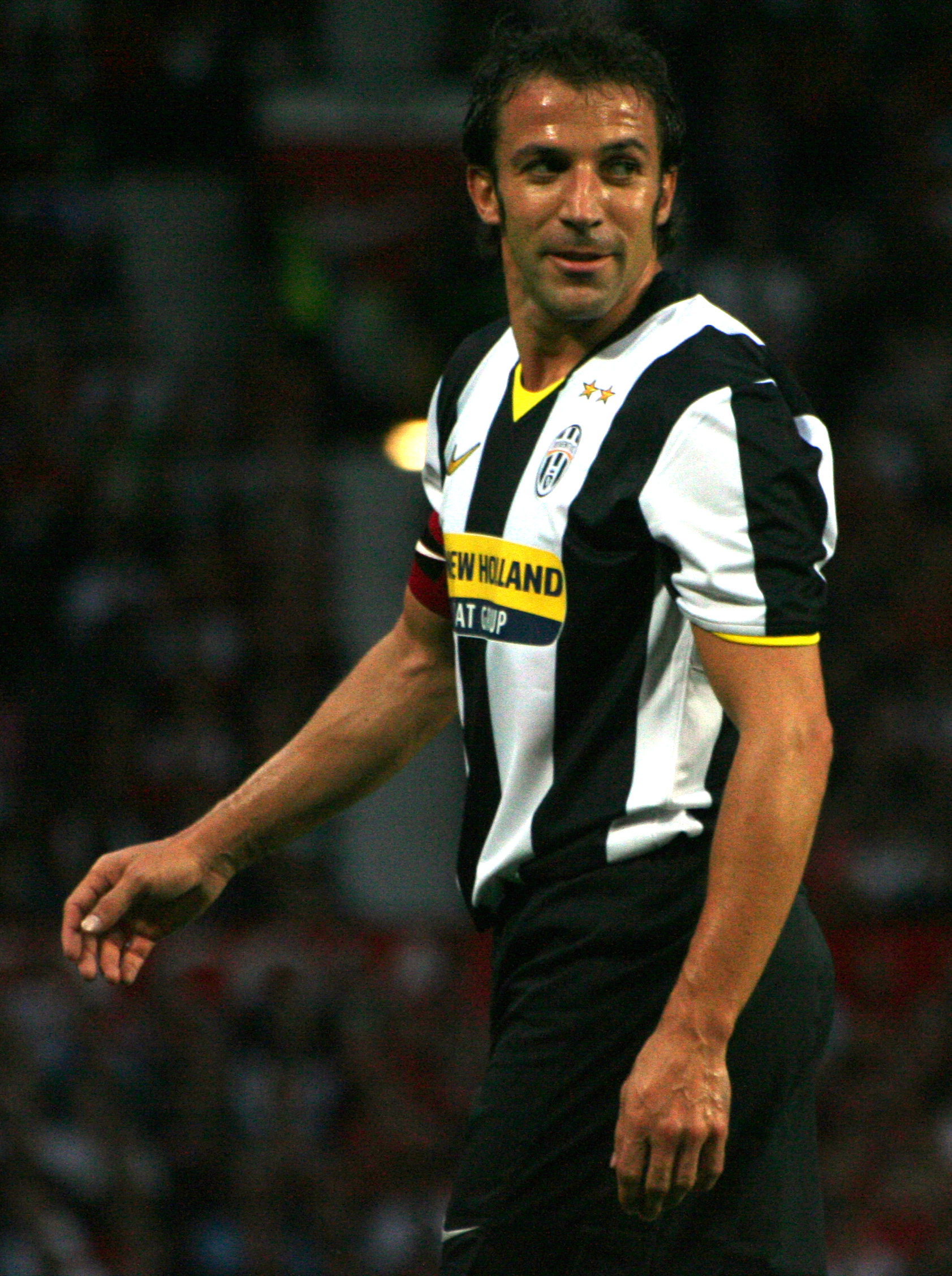
Лучший бомбардир и рекордсмен по матчам за «Ювентус» Алессандро Дель Пьеро

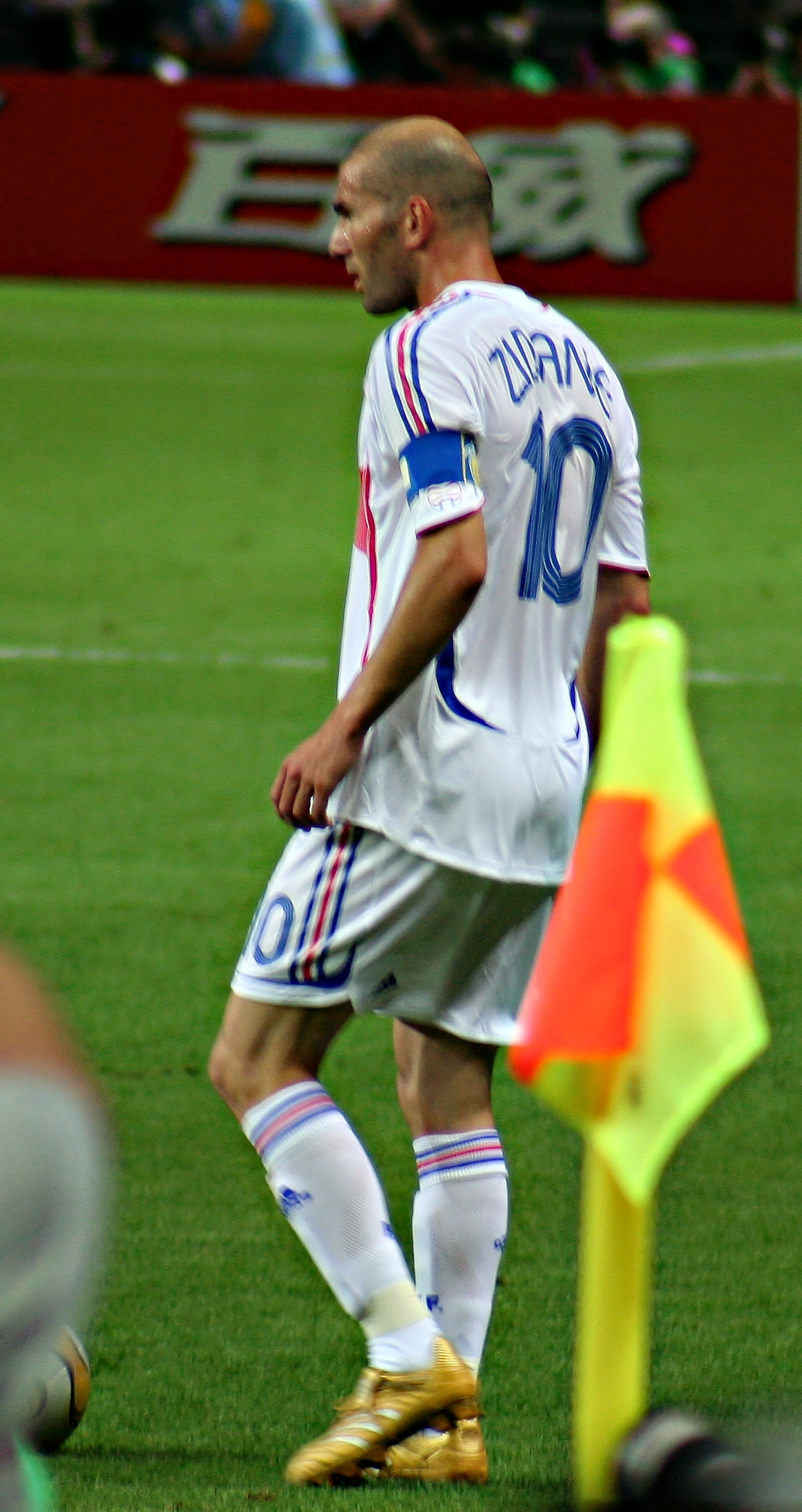
Зинедин Зидан обладатель Золотого мяча 1998 года в составе «Ювентуса»

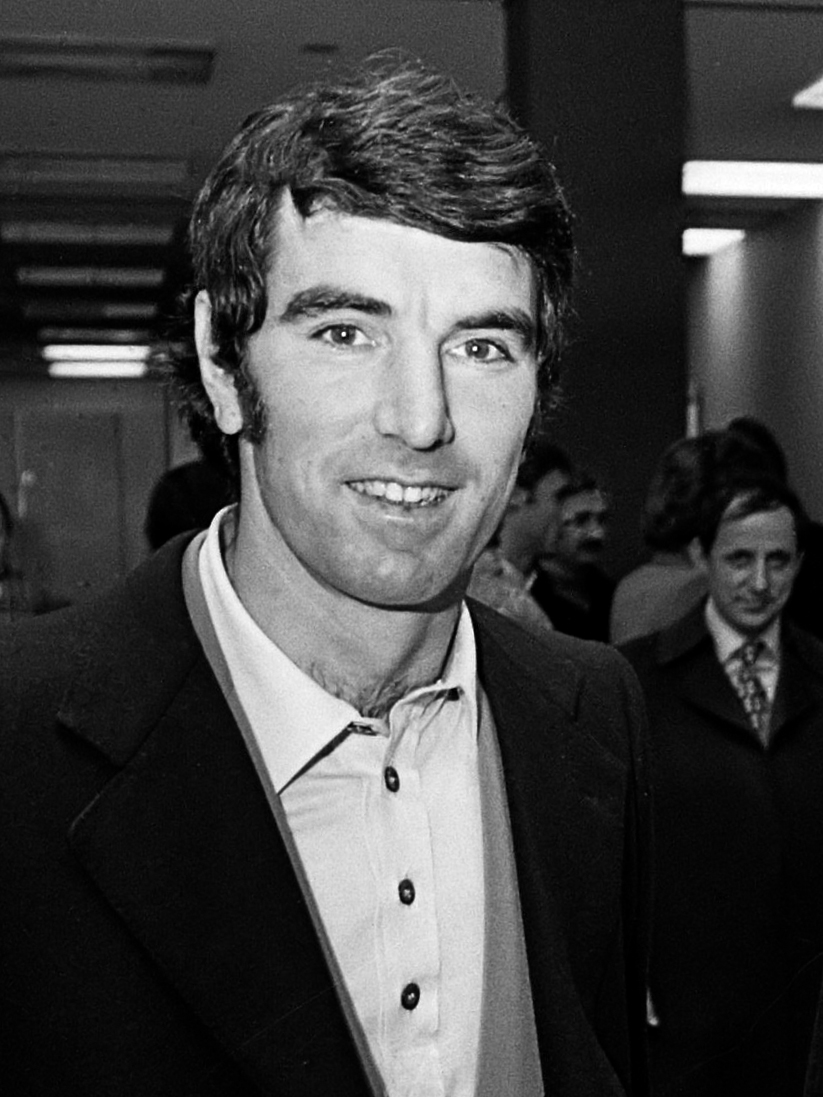
Дино Дзофф

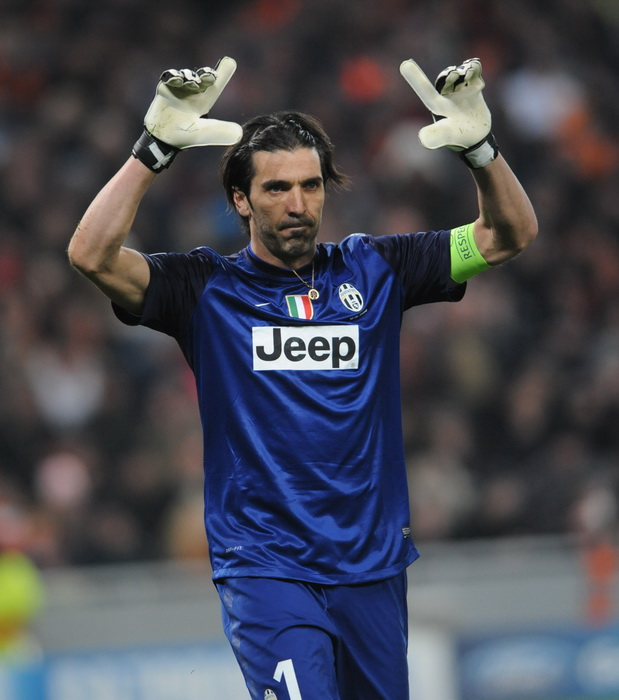
Super Gigi Buffon (Juventus) (2)

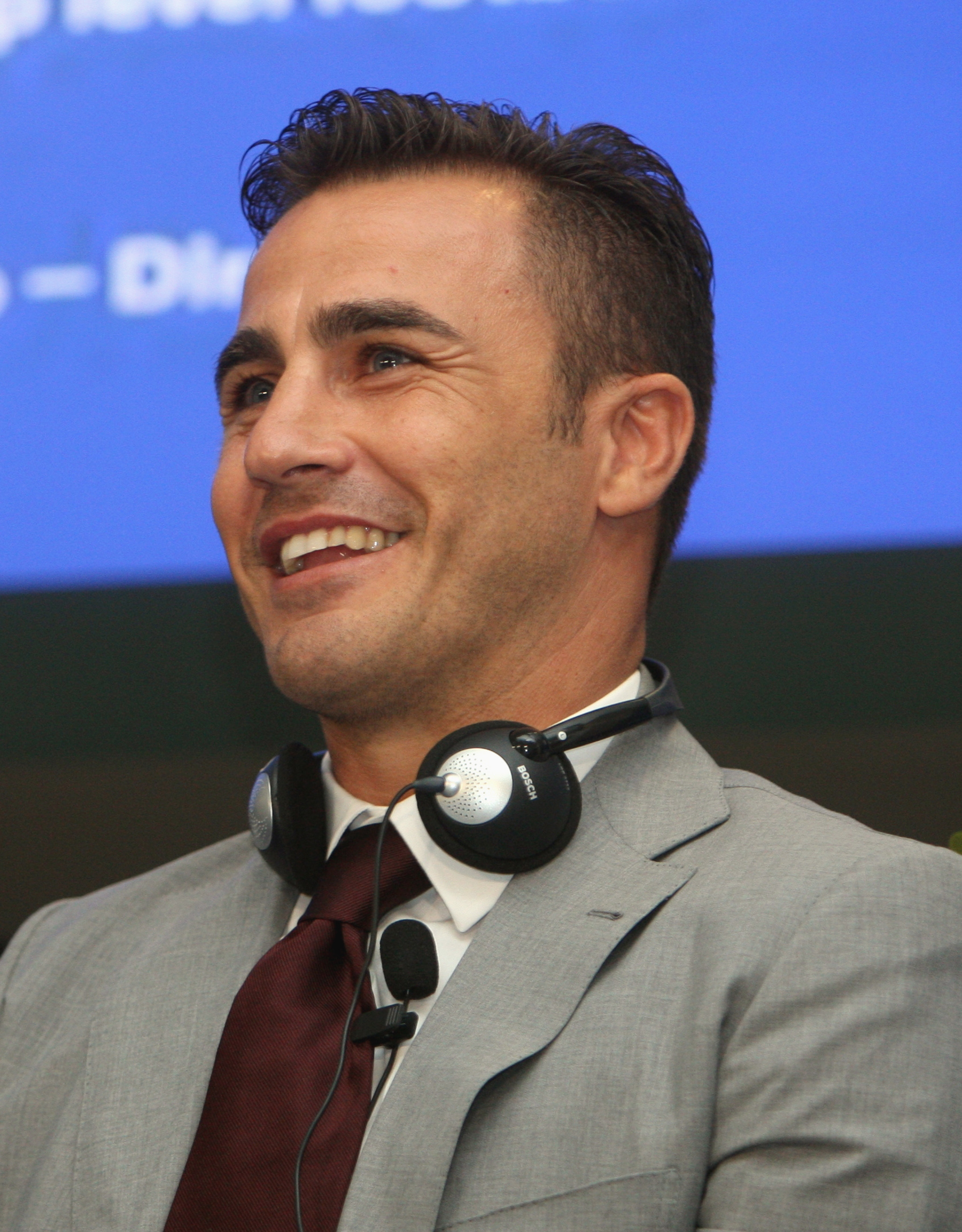
Фабио Каннаваро

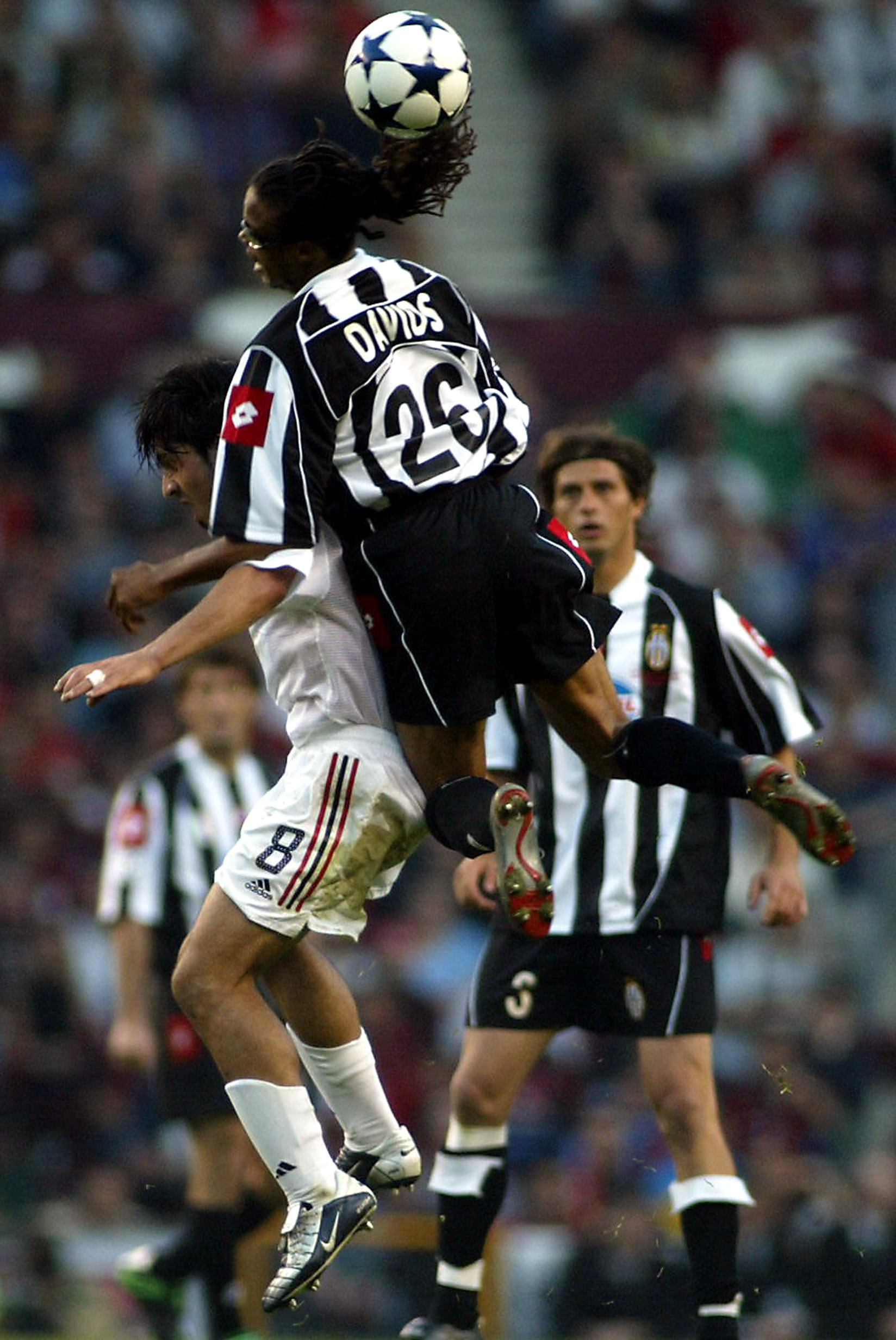
Эдгар Давидс и Алессио Таккинарди

Следующие футболисты выиграли больше всего чемпионатов Италии, выступая за «Ювентус»:
12 чемпионатов
- Джанлуиджи Буффон (фактически 10 чемпионатов, так как скудетто 2005, 2006 аннулированы)

10 чемпионатов
- Джорджо Кьеллини (фактически 9 чемпионатов, так как скудетто 2006 аннулировано)

8 чемпионатов
- Вирджинио Розетта (6 чемпионатов в составе «Ювентуса»)
- Джованни Феррари (5 чемпионатов в составе «Ювентуса»)
- Джузеппе Фурино
- Чиро Феррара (6 чемпионатов в составе «Ювентуса», но фактически 5 чемпионатов, так как скудетто 2005 аннулировано)
- Алессандро Дель Пьеро (фактически 6 чемпионатов, так как скудетто 2005, 2006 аннулированы)
- Андреа Бардзальи
- Леонардо Бонуччи

7 чемпионатов
- Роберто Беттега
- Гаэтано Ширеа
- Штефан Лихтштайнер
- Клаудио Маркизио

6 чемпионатов
- Клаудио Джентиле
- Антонио Кабрини
- Франко Каузио
- Дино Дзофф
- Антонелло Куккуредду
- Алессио Таккинарди (фактически 5 чемпионатов, так как скудетто 2005 аннулировано)
- Джанлука Пессотто (фактически 4 чемпионата, так как скудетто 2005, 2006 аннулированы)
- Андреа Пирло (4 чемпионата в составе «Ювентуса»)
- Мартин Касерес

5 чемпионатов
- Ренато Чезарини
- Раймундо Орси
- Умберто Калигарис
- Марио Варльен
- Джанпьеро Комби
- Сандро Сальвадоре (3 чемпионата в составе «Ювентуса»)
- Джампьеро Бониперти
- Франческо Морини
- Лучано Спинози
- Марко Тарделли
- Пьетро Фанна (3 чемпионата в составе «Ювентуса»)
- Антонио Конте
- Марк Юлиано (фактически 4 чемпионата, так как скудетто 2005 аннулировано)
- Джанлука Дзамбротта (4 чемпионата в составе «Ювентуса», но фактически 2 чемпионата, так как скудетто 2005, 2006 аннулированы)
- Симоне Падоин
- Сами Хедира
- Пауло Дибала
- Алекс Сандро
- Хуан Куадрадо
- Даниель Ругани

#### Игроки —лучшие бомбардиры Серии А
Следующие футболисты были признаны лучшими бомбардирами Серии А, выступая за «Ювентус»:
- Ференц Хирзер (35) — 1925/1926
- Феличе Борель (29) — 1932/1933
- Феличе Борель (31) — 1933/1934
- Джампьеро Бониперти (27) — 1947/1948
- Джон Хансен (30) — 1951/1952
- Джон Чарльз (28) — 1957/1958
- Энрике Омар Сивори (27) — 1959/1960
- Роберто Беттега (16) — 1979/1980
- Мишель Платини (16) — 1982/1983
- Мишель Платини (20) — 1983/1984
- Мишель Платини (18) — 1984/1985
- Давид Трезеге (24) — 2000/2001
- Алессандро Дель Пьеро (21) — 2007/2008

#### Игроки —лучшие бомбардиры Серии B
Следующие футболисты были признаны лучшими бомбардирами Серии B, выступая за «Ювентус»:
- Алессандро Дель Пьеро (20) — 2006/2007

#### Игроки — обладатели «Золотого мяча»
Следующие футболисты получили «Золотой мяч», выступая за «Ювентус»:
- Энрике Омар Сивори — 1961
- Паоло Росси — 1982
- Мишель Платини — 1983, 1984, 1985
- Роберто Баджо — 1993
- Зинедин Зидан — 1998
- Павел Недвед — 2003
- Фабио Каннаваро — 2006

#### Игроки — обладатели «Бриллиантового мяча»
Следующие футболисты получили «Бриллиантовый мяч», выступая за «Ювентус»:
- Паоло Росси — 1982
- Роберто Баджо — 1993
- Зинедин Зидан — 1998, 2000

#### Игроки года по версии УЕФА
Следующие футболисты были признаны футболистами года по версии УЕФА, выступая за «Ювентус»:
- Джанлуиджи Буффон — 2003

#### Лучшие вратари мира по версии МФФИИС
Следующие вратари были признаны лучшими вратарями мира по версии МФФИИС, выступая за «Ювентус»:
- Джанлуиджи Буффон — 2003, 2004, 2006, 2007, 2017

#### Игроки года по версии ФИФА
Следующие футболисты были признаны футболистами года по версии ФИФА, выступая за «Ювентус»:
- Роберто Баджо — 1993
- Зинедин Зидан — 1998, 2000
- Фабио Каннаваро — 2006

### Игроки — обладатели «Приза Тойота»[28]
Следующие футболисты получили «Приз Тойота», выступая за «Ювентус»:
- Мишель Платини — 1985
- Алессандро Дель Пьеро — 1996

### Чемпионы мира
Следующие футболисты становились чемпионами мира, являясь игроками «Ювентуса»:
- Джанпьеро Комби — 1934
- Раймундо Орси — 1934
- Джованни Феррари — 1934
- Умберто Калигарис — 1934
- Вирджинио Розетта — 1934
- Луиджи Бертолини — 1934
- Луис Монти— 1934
- Марио Варльен — 1934
- Феличе Борель — 1934
- Альфредо Фони — 1938
- Пьетро Рава — 1938
- Дино Дзофф — 1982
- Гаэтано Ширеа — 1982
- Клаудио Джентиле — 1982
- Паоло Росси — 1982
- Антонио Кабрини — 1982
- Тарделли Марко — 1982
- Дидье Дешам — 1998
- Зинедин Зидан — 1998
- Джанлуиджи Буффон — 2006
- Фабио Каннаваро — 2006
- Джанлука Дзамбротта — 2006
- Мауро Каморанези — 2006
- Алессандро Дель Пьеро — 2006
- Блез Матюиди — 2018
- Анхель Ди Мария — 2022
- Леандро Паредес — 2022

### Чемпионы Европы
Следующие футболисты становились чемпионами Европы, являясь игроками «Ювентуса»:
- Дино Дзофф — 1968
- Пьетро Анастази — 1968
- Джанкарло Берчеллино — 1968
- Сандро Сальвадоре — 1968
- Мишель Платини — 1984
- Зинедин Зидан — 2000
- Давид Трезеге — 2000
- Джорджо Кьеллини — 2020
- Леонардо Бонуччи — 2020
- Федерико Кьеза — 2020
- Федерико Бернардески — 2020